# 大塚製靴
大塚製靴株式会社（おおつかせいか、英：OTSUKA SHOE CO., LTD.）は、紳士・婦人・その他各種靴の製造・販売を行う日本の企業。通称・略称はオーツカ。
1872年（明治5年）創業で、現存する日本最古のシューメーカーとされる。
オーダーメイドの革靴や、一般向けにはオーツカやボンステップなどのブランドで製造発売している。履き心地と、日本の自社工場の品質の高さには定評がある。
直営店が六本木ヒルズ4Fにあるほか、伊勢丹新宿店、松屋銀座、阪急メンズ東京、京王新宿店、そごう横浜店、さいか屋藤沢店、八木橋百貨店、大和香林坊店、大和富山店、藤崎本店などを初めとした、全国大手百貨店で取扱いがある。

## 沿革
- 1871年（明治4年） - 大塚岩次郎の父・大塚隊之丞が横浜弁天通に靴の製造・販売を営む
- 1872年（明治5年） - 大塚岩次郎が東京の芝露月町（現在の港区新橋）にて、手縫いの革靴の製造販売を行う大塚商店を創業
- 1882年（明治15年） - 明治天皇の靴の製造を受注
- 1884年（明治17年） - 海軍省より水兵靴の製造を受注
- 1886年（明治19年） - 陸軍省より軍靴の製造を受注
  - 以降、第二次大戦終戦にいたるまで、軍の工場や同業の日本製靴などとともに日本軍の官給軍靴製造を一貫して請け負っており、帝国陸軍には主に編上靴や長靴を納入していた。軍靴には靴底の不踏部に製造年・製造者などを記した製造所標印が押されており、大塚製品には「大塚」と刻印された。
- 1889年（明治22年） - パリ万国博覧会に出展、世界から認められ、賞状と銀牌を受ける
- 1922年（大正11年） - アメリカUSMC社の極東代理店となり、グッドイヤーウェルト式機械を導入し、機械靴製造を開始
- 1950年（昭和25年） - 株式会社に改組、大塚製靴株式会社に社名変更
- 1958年（昭和33年） - JIS（日本工業規格）表示許可工場に任命される
- 1974年（昭和49年） -「フィックスルーパー（現・ボンステップ）」をスタート
- 1976年（昭和51年） -「ボンステップ」が履物として初の通産省選定グッドデザインに選出
- 1985年（昭和60年） - ラオス人民共和国に建国10周年を記念し、オーツカの靴を現地に寄贈
- 1992年（平成4年）　- カンボジアのシアヌーク殿下夫妻が、オーツカの靴を現地で国民に提供
- 1996年（平成8年）　-「ハッピーウォーカー」をスタート
- 1997年（平成9年）　-「ハッピーウォーカー」が通産省選定グッドデザインに選出
- 2001年（平成13年） - 革靴業界で初であり唯一の「ISO9001品質マネジメントシステム」認証取得
- 2007年（平成19年） - 経済産業省より「第1回製品安全対策優良企業表彰」金賞を受賞
- 2012年（平成24年） - 六本木ヒルズに直営小売店 シューマニュファクチャーズ[オーツカ]を開店
- 2022年（令和4年）　- 創業150年を迎える

## ブランド
OTSUKA M-5
国内自社工場での注文生産のハイクオリティラインの靴。「M-5」は創業の「明治5年」から採られた。
シューマニュファクチャーズ［オーツカ］
六本木ヒルズの直営店を中心とした店舗で扱いのある日本製プレミアムブランド。
ボンステップ
靴内部に丸みを持たせてフィット感を重視し、歩行の快適さを追求した国内自社工場製オリジナルシューズ。リピーターが多いブランド。
グレンソン
イギリスの高級紳士靴ブランド。
バーバリー
イギリスのファッションブランド。大塚製靴は靴の製造販売に関しライセンス契約を結んでいた。英国バーバリーの直営化方針により2012年で契約が終了。